# Obrąb (województwo zachodniopomorskie)
Obrąb – osada w Polsce położona w województwie zachodniopomorskim, w powiecie szczecineckim, w gminie Borne Sulinowo. Miejscowość wchodzi w skład sołectwa Radacz.